# Pilsen (regio)
Pilsen (Tsjechisch: Plzeňský kraj) is een van de veertien Tsjechische bestuursregio's in het zuidwesten van Bohemen. De hoofdstad is de stad Pilsen. De regio grenst in het westen aan Duitsland. Het landschap kenmerkt zich door vier typen land: Pilsner hoogland, Brdys bergland, Oberpfälzer Wald en het Bohemer Woud.
De streek kent meerdere natuurlijke waterbronnen. Ook kan men in sommige plaatsen een bierbad nemen.

## Economie
De regio Pilsen is bekend om zijn bier, het karakteristieke Pilsner. Verder wordt er steenkool gedolven, met name in de omgeving van de stad Pilsen. Aan de voet van het Bohemer Woud zijn kalksteenmijnen te vinden. Daarnaast is landbouw een belangrijke bron van inkomsten. Ongeveer 50,4 % van de oppervlakte van de regio is geschikt voor landbouw. 39,4 % van de oppervlakte is bedekt met bossen en wouden. Hoewel de regio 166 natuurgebieden en reservaten kent, is de omgeving van de stad Pilsen zwaar vervuild door de zware industrie en het autoverkeer.

## Grote steden
| Stad        | Inwoners (31 december 2005) |
| ----------- | --------------------------- |
| Pilsen      | 162.759                     |
| Klatovy     | 22.898                      |
| Rokycany    | 13.743                      |
| Tachov      | 12.528                      |
| Sušice      | 11.520                      |
| Domažlice   | 10.808                      |
| Stříbro     | 7.615                       |
| Nýřany      | 6.885                       |
| Přeštice    | 6.475                       |
| Dobřany     | 5.868                       |
| Horažďovice | 5.704                       |
| Planá       | 5.459                       |
| Kdyně       | 5.131                       |
| Nýrsko      | 5.074                       |